# لوني ووكر
لوني ووكر (14 ديسمبر 1998 في الولايات المتحدة - ) (بالإنجليزية: Lonnie Walker)‏ هو لاعب كرة سلة أمريكي في مركز مدافع مسدد الهدف. لعب مع Miami Hurricanes men's basketball ‏.

## وصلات خارجية
- لوني ووكر على موقع الدوري الأوروبي لكرة السلة (الإنجليزية)
- لوني ووكر على موقع إن بي أي (الإنجليزية)
- لوني ووكر على موقع سبورتس رفرنس (الإنجليزية)
- لوني ووكر على موقع كرة السلة الأوروبية.كوم (الإنجليزية)
- لوني ووكر على موقع إي إس بي إن.كوم (الإنجليزية)
- لوني ووكر على موقع كلية كرة السلة في سبورتس رفرنس.كوم (الإنجليزية)
- لوني ووكر على موقع ريلجم (الإنجليزية)
- لوني ووكر على موقع بروبوليرز (الإنجليزية)
- لوني ووكر على موقع سبورتس رفرنس (الإنجليزية)
- لوني ووكر على موقع سبورتس رفرنس (الإنجليزية)